# جانواریا
جانواریا (به پرتغالی: Januária) یک شهرداری در برزیل است که در میناز ژرایس واقع شده‌است. جانواریا ۶٬۶۹۱٫۱۷۴ کیلومتر مربع مساحت و ۶۷٬۸۵۲ نفر جمعیت دارد و ۴۳۴ متر بالاتر از سطح دریا واقع شده‌است.